# Sweeney Todd: The Demon Barber of Fleet Street (film 1936)
Sweeney Todd: The Demon Barber of Fleet Street è un film britannico del 1936 diretto e prodotto da George King, e scritto da Frederick Hayward, H. F. Maltby e George Dibdin-Pitt.

## Trama
Il film inizia nel 1936 quando un barbiere racconta a un mecenate la storia del famigerato Sweeney Todd. Nel 1836, Sweeney Todd (Tod Slaughter) è un barbiere con un negozio vicino al porto di Londra. Un giorno, mentre la nave mercantile The Golden Hope si prepara a partire, Todd osserva Johanna Oakley (Eve Lister) e Mark Ingerstreet (Bruce Seton). Sono innamorati, ma Mark sta partendo e si lamenta di essere un uomo povero incapace di ottenere l'approvazione del padre di Johanna, il governatore Oakley (D. J. Williams). Nelle vicinanze, la serva di Johanna, Nan (Davina Craig), chiede al compagno marinaio di Mark Pearley (Jerry Verno) di comprarle vari beni di lusso mentre lui è via. Pearley fa notare che non ha i soldi per comprarli. Allo stesso tempo, Todd osserva tutti i suoi potenziali clienti e pensa ai soldi che può guadagnare.
Di ritorno dal barbiere, a Todd è stato inviato un nuovo apprendista: l'orfano Tobias Ragg (John Singer). La porta accanto: c'è un negozio di torte di carne gestito dalla signora Lovatt (Stella Rho). Ha una grande cantina collegata a Todd's. Oltre ad essere un barbiere, Todd acquista una quota della compagnia di spedizioni di Oakley e spera di sposare Johanna. Usando il suo fascino, Todd attira clienti ricchi e rispettabili dal porto nel suo negozio di barbiere a Fleet Street, dove li fa sedere su una poltrona da barbiere "speciale". Prima di radere un uomo, manda sempre Tobias dalla signora Lovatt per un pasticcio di carne. Quando Todd tira una leva, la sedia si ribalta e scarica la vittima ignara a testa in giù nel seminterrato. La signora Lovatt poi si sbarazza dei corpi per una parte del denaro rubato. Tuttavia, è sempre più irritata con Todd per aver derubato preventivamente i corpi e aver preso più della sua parte di denaro.
La Golden Hope ritorna a Londra, con Mark un uomo appena ricco. Todd lo attira nel suo negozio di barbiere. Mark parla scioccamente del suo amore per Johanna e mostra le sue nuove ricchezze. Todd manda Mark giù dallo scivolo ma la signora Lovatt lo nasconde rapidamente in un armadio. Quando Todd scende, è sorpreso di vedere che il corpo non c'è più. Tuttavia, non è preoccupato perché ha già preso la fortuna di Mark ed è sicuro che il giovane sarà di nuovo povero e non gli sarà permesso di sposare Johanna. La signora Lovatt aiuta segretamente Mark a scappare. Giurando di consegnare Todd alla giustizia, Mark travestito torna dal barbiere. Manda Tobias a dire a Johanna dove si trova. Todd non riesce a riconoscere Mark e mentre si prepara a radere il suo nuovo cliente, Pearley si intrufola nella cantina della signora Lovatt. Todd tira la leva, ma Mark si aspetta che la sedia si ribalti e si tiene forte. Pearley lo aiuta a scendere sano e salvo e se ne vanno nello stesso modo in cui Mark era originariamente scappato.
Todd è arrabbiato per aver scoperto che un'altra vittima è scomparsa e accusa la signora Lovatt di averlo lasciato scappare. Ammette di aver lasciato andare Mark prima. Todd si prepara a scappare. Mette insieme la sua collezione di beni rubati e inizia ad accatastare fieno e mobili di legno nel seminterrato. Johanna si presenta alla sua porta, preoccupata che Mark sia stato catturato e ferito. Todd la fa perdere i sensi, la mette in un armadio, dà fuoco all'edificio e poi se ne va.
Nan informa Mark e Pearley che Johanna è andata al negozio di Todd. Si affrettano a salvarla. Mentre il negozio da barbiere brucia e una folla si raduna intorno, Todd osserva da un vicolo vicino. Quando Mark entra per salvare Johanna, Todd lo segue e tenta di tagliargli la gola. Mark riesce a far perdere i sensi a Todd e esce con Johanna. Per strada Johanna e Mark si baciano. Accanto a loro giace la borsa delle ricchezze di Todd nel vicolo. Todd riprende conoscenza. Mentre tenta di scappare, la sua sedia speciale lo scaraventa nella cantina infuocata. Tornando al 1936, il terrorizzato cliente del barbiere corre fuori dal negozio mentre indossa ancora la faccia ricoperta di schiuma da barba.

## Distribuzione
Sweeney Todd, The Demon Barber of Fleet Street venne distribuito nel Regno Unito nel marzo 1936. Negli Stati Uniti uscì nel 1939 distribuito dalla Select Pictures. Fu ridistribuito nelle sale nel 1940.

## Accoglienza
Alla sua uscita iniziale, Kinematograph Weekly elogiò la produzione come un "thriller d'epoca colorato, adattato senza intoppi" mentre il Monthly Film Bulletin scrisse che "la regia e gran parte dell'azione nel film appartengono alla scena teatrale" e "una certa parte dell'atmosfera necessariamente raccapricciante è stata catturata e la storia in sé è così bella che il film ha un certo successo." Alla sua uscita negli Stati Uniti nel 1939, Variety affermò che la pellicola "troverebbe dei guadagni non troppo sicuri in questo paese [...] Tod Slaughter, pubblicizzato come 'l'uomo dell'orrore d'Europa', è la star. Esagera in modo ridicolo [...] Dall'azione e dai dialoghi alla regia di George King, l'immagine è impregnata di mediocrità" e concluse: "Tecnicamente, compresa la fotografia, il film è molto al di sotto degli standard."
Da una recensione retrospettiva, Kim Newman assegnò al film una valutazione di tre stelle su cinque, scrivendo su Empire che il film era un "meraviglioso melodramma horror vittoriano portato sul grande schermo con una delle meraviglie dimenticate del cinema britannico, Todd Slaughter in ottima forma".